# Bill Mitchell (économiste)
Pour les articles homonymes, voir Bill Mitchell (homonymie), Mitchell et William Mitchell.
Bill Mitchell est un économiste australien. Il a été  professeur à l'université de Newcastle en Nouvelle-Galles du Sud. Il est considéré comme un des pères de la théorie monétaire moderne.

## Publications
- (en) 2017 Reclaiming The State, Pluto Press
- (en) 2019 : Macroeconomics, Macmillan, écrit avec L. Randall Wray et Martin Watts